# Новосёлок (Тульская область)
Новосёлок — поселок в Чернском районе Тульской области в составе Тургеневского сельского поселения.

## География
Находится в юго-западной части Тульской области на расстоянии приблизительно 10 км на запад-северо-запад по прямой от поселка Чернь, административного центра района, рядом с деревней Красное Тургенево.

## История
В 1926 году здесь было учтено 11 дворов, в конце 1930-х годов — 13.

## Население
Постоянное население составляло 61 человек (1826 год), 49 (русские 90 %) в 2002 году, 3 в 2010.